# Fénytani üveg

Koronaüveg és flintüveg lencse színfókuszálása

A fénytani üveg (optikai üveg) olyan, különösen tiszta és homogén, nagy törésmutatójú (és fajlagos tömegű) üveg, amely e tulajdonságaiknál fogva alkalmas a különféle optikai eszközök (távcső, mikroszkóp, fényképezőgép stb. lencséinek készítéséhez. Gyártása az 1700-as években különült el az üvegművesség fő vonalától. Két klasszikus fajtája a flintüveg és a koronaüveg — utóbbi gyakorlatilag a cseh kristályüveggel azonos, de annál homogénebb. A 2000-e években az üveggyártók közel 150-féle színtelen és 80-féle színes optikai üveget állítanak elő.

## A leképezési hibák javításának története
Már az első optikai lencsék használatba vételekor felfigyeltek azok leképzési hibáira, amelyek közül főleg a kromatikus és a szférikus aberráció bizonyult zavarónak. A lencséket ekkor még főleg üvegedények vastag fenekéből csiszolták, de mivel ezzel a módszerrel nem lehetett elég nagy és hibátlan, kellőképp homogén anyagú lencséket előállítani, a Francia Akadémia már a 18. század végén pályadíjat írt ki megfelelő minőségű és méretű optikai üvegek gyártására.
Azt, hogy egy konkáv koronaüveg és egy konvex flintüveg lencse összeillesztésével akromatikus (több hullámhosszra azonos fókuszt adó) objektív készíthető, már 1729-ben felismerte Chester Moor Hall. Ö azonban nem volt optikus, tehát az elképzelés kipróbálására az 1750-es évekig kellett várni. Ekkor (1758-ban) kezdett John Dollond cége és Jesse Ramsden kereskedelmi mennyiségben és minőségben akromatikus lencséket csiszolni. Ezeket a legkülönfélébb optikai eszközökben használták fel, de a leképezést továbbra is rontotta, hogy a flintüveg minősége meglehetősen gyatra, egyenetlen volt.

## Az optikai üvegek gyártása
1770-es években Pierre-Louis Guinand eljárást dolgozott ki nagyobb, egyöntetű és szennyezésmentes, optikai célokra alkalmas üvegtömbök előállítására. Ehhez az üveget olvasztás és lehűtés közben is rendszeresen felkavarta, amivel megakadályozta, hogy az üveg sűrűsége szerint rétegződve ülepedjen le. A minden korábbinál jobb minőségű fénytani üvegek gyártására Münchenben indított vállalkozást, és 1805-től 1811-ig a Müncheni Akadémia Optikai Intézetében folytatta kísérleteit. 1811 körül(?) Guinand visszaköltözött Svájcba, majd 1816-ban meghalt anélkül, hogy eljárásait publikálta vagy legalább jegyzetekben rögzítette volna.
A Choisy-le-Roiban működő Thibeaudeaux és Bontemps kristályüveg manufaktúra (személyesen Georges Bontemps) és Noël-Jean Lerebours párizsi optikus Guinand fiát, M. Guinand-t szerződtette apja eljárásainak rekonstruálására. A munka elég lassan haladt, mert az ifjabb Guinaud se ismerte az összes műszaki fogást, és csak hosszas kísérletezés után ért célhoz; az akadémiai pályadíjat csak 1837-ben nyerte el. A gyártási eljárást Bontemps-ról nevezték el.

## A fénytani üvegek összetétele
A Bontemps-eljárásban a flintüveg előállításához a tiszta kvarchomokhoz (üveghomokhoz) az üveg fajtájától függő arányban míniumot (Pb3O4), hamuzsírt (K2CO3) és ólom-nitrátot (Pb(NO3)2) adtak. Az ezzel az eljárással készült flintüvegek sűrűsége 2,325–3,8 g/cm³, törésmutatója 1,613–1,752, más forrás szerint 1,57–1,75 volt — a koronaüvegé pedig 1,52–1,62, a közönséges táblaüvegé 1,51714.
A Merz-féle üvegben kálium helyett nátrium van, mások bóraxos (nátrium-tetraborátos) üveget használtak. Lamy az ólomoxidot talliummal helyettesítve állított elő 5,625 g/cm³ sűrűségű üveget.
A modern optikai üvegek összetétele annyira állandó, hogy a törésmutatót öt tizedesjegyig határozzák meg. Az első osztályú üveg negyedik tizedesében ±2, a harmadosztályú negyedik tizedesében ±5 lehet az eltérés. Ezeket az üvegfajtákat különbözőbetű-szám kombinációkkal jelölik; a leggyakrabban használt BK 7 üveg törésmutatója 1,51680.

## Megmunkálásuk
A fénytani üvegek megmunkálásának hagyományos műveletei:
- darabolás,
- marás,
- csiszolás,
- polírozás,
- központosítás,
- vékonyrétegzés.